# Francisco José Lara
Francisco José Lara Ruiz (Granada, 25 februari 1977) is een Spaans voormalig wielrenner.
Lara was vooral een goede klimmer. Na zijn 14e plaats in de Ronde van Spanje 2004 kon Lara een contract tekenen bij het Duitse T-Mobile, maar na een jaar vertrok hij weer naar het Spaanse Andalucía.

## Belangrijkste overwinningen
geen

## Resultaten in voornaamste wedstrijden
Dit overzicht is mogelijk incompleet; u kunt helpen door het uit te breiden.
| Jaar | Ronde van Italië | Ronde van Frankrijk | Ronde van Spanje |
| ---- | ---------------- | ------------------- | ---------------- |
| 2002 | 46e              |                     |                  |
| 2003 |                  |                     | 59e              |
| 2004 |                  |                     | 14e              |
| 2005 |                  |                     | opgave           |

| Jaar | Luik-Bast.‑Luik | Waalse Pijl |
| ---- | --------------- | ----------- |
| 2002 |                 |             |
| 2003 | 76e             | 35e         |
| 2004 |                 |             |
| 2005 |                 |             |